# Faycelles
Faycelles település Franciaországban, Lot megyében. Lakosainak száma 722 fő (2022. január 1.). Faycelles Causse-et-Diège, Béduer, Capdenac, Figeac, Frontenac és Saint-Pierre-Toirac községekkel határos.

## Népesség
A település népességének változása:
| Lakosok száma | 463  | 489  | 497  | 612  | 637  | 651  | 659  | 684  | 697  | 722  |
|               | 1968 | 1982 | 1990 | 2006 | 2013 | 2015 | 2017 | 2019 | 2020 | 2022 |